# دوکات (بوسیلگراد)
دوکات (به صربی: Dukat) یک منطقهٔ مسکونی در صربستان است که در بوسیلگراد واقع شده‌است. دوکات ۳۹۷ نفر جمعیت دارد.